# Bibliomància
Bibliomància Etimologia: Del grec biblion=llibre i mantéia= endevinació.
Mètode d'endevinació que consistia en obrir un llibre per una pàgina a l'atzar i interpretar el seu contingut contextualitzant-lo o adaptant-lo a les circumstàncies presents.
Encara que històricament La Bíblia ha estat el llibre preferit dels bibliomants, actualment s'utilitzen també llibres clàssics o d'altres amb els quals l'interessat té certa afinitat.
La Bibliomància té el seu origen a l'Imperi romà, però ressorgeix amb força a l'Edat Mitjana, on s'utilitzava, per a la seva pràctica, l'Eneida de Virgili.
Generalment, una vegada trobada la pàgina, es llegia el primer paràgraf.
Indirecte: Anomenarem així al mètode que consisteix en obrir el llibre sense intervenció humana.
Se solia deixar el llibre a la intempèrie, obert exactament per la meitat, perquè el vent s'encarregués de passar les pàgines.
Un altre mètode consistia a llançar el llibre o deixar-lo caure i realitzar l'exegesi de les pàgines per on havia quedat obert.
Directe: El bibliomant, es deixava guiar i obria el llibre per les pàgines adequades. També podia demanar a l'interessat que ell mateix obrís el llibre.

## Bibliomants
- Emperador Hadrià
- Claudi II el Gòtic

## Literatura
- Miquel Strogoff (Juli Verne, 1876)